# Bob Wilson
Robert Primrose Wilson OBE (Chesterfield, 30 oktober 1941) is een Schots voormalig voetballer, die speelde als doelman. Wilson kwam het grootste gedeelte van zijn voetballoopbaan uit voor Arsenal. Na zijn voetballoopbaan werd hij omroeper voor diverse televisiezenders en was hij achtentwintig jaar lang keeperstrainer bij Arsenal.

## Erelijst
Arsenal
- Football League First Division: 1970/71
- FA Cup: 1970/71
- Jaarbeursstedenbeker: 1969/70

Individueel
- Arsenal Player of the Year: 1971